# Luisenstraße 171 (Mönchengladbach)

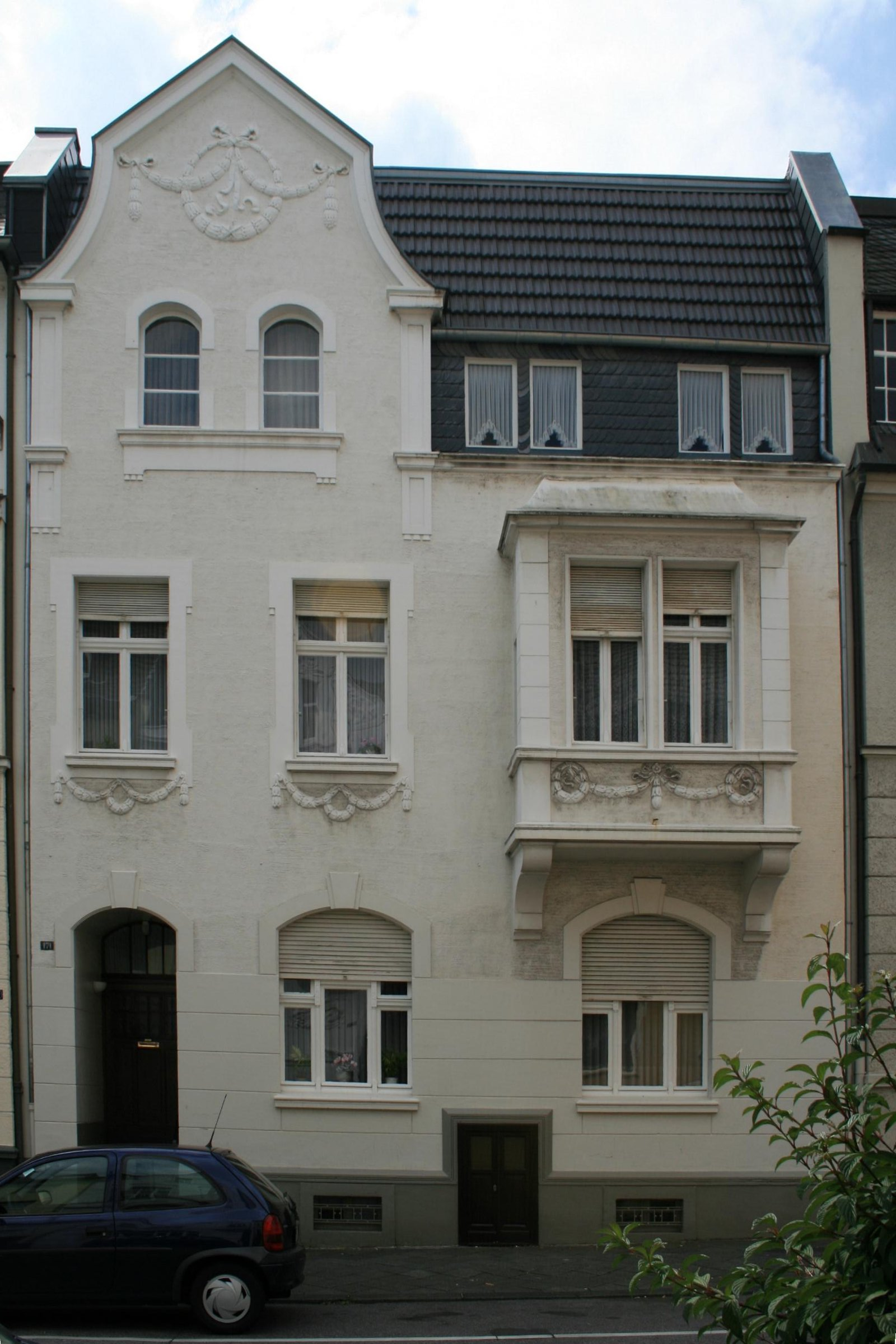
Wohnhaus

Das Wohnhaus Luisenstraße 171 befindet sich in Mönchengladbach (Nordrhein-Westfalen) im Stadtteil Westend.
Das Gebäude wurde 1908 erbaut. Es wurde unter Nr. L 040 am 10. Februar 1998 in die Denkmalliste der Stadt Mönchengladbach eingetragen.

## Lage
Die Luisenstraße liegt unmittelbar südwestlich des historischen Stadtkerns.

## Architektur
Das Wohnhaus ist ein zweieinhalbgeschossiger Putzbau mit hoch ausgebildetem Mansarddach. Die asymmetrische Fassadengliederung unter Betonung der linken Haushälfte mittels geschweiftem Giebel und Akzentuierung der rechten Hälfte mittels kastenförmigem Erker variiert den Formenkanon des zeittypischen, innerstädtischen Reihenhauses. Die axial angeordneten Fensteröffnungen sind in geschossweise variierender Form und Gestaltung ausgebildet.
Die zwei dreigeteilten Fenster des Erdgeschosses schließen wie der tief eingeschnittene Hauseingang mit einem schlusssteinbesetzten Stichbogen ab. Als scheitrecht überdeckte Hochrechtecke mit „Ohrenrahmung“ sind die beiden linken Fenster des Obergeschosses formuliert; mit schmalen Profilen eingefasst sind die Fenster des dreiseitig geöffneten, konsolgestützten Erkers. Die beiden hochdimensionierten Rundbogenfenster des Giebels verbindet eine durchlaufende Sohlbank.
Zwei Rechteckfenster neueren Datums durchbrechen die Dachfläche. Die zurückhaltend eingesetzte Stuckornamentik beschränkt sich im Erdgeschoss auf den traditionellen Fugenschnitt; die Brüstungsfelder des Obergeschosses sowie das obere Giebelfeld ziert fein modelliertes, von Kriterien des Jugendstils beeinflusstes Rankenwerk.